# Otto Vincent Lange
Otto Vincent Lange (Jevnaker, 30 novembre 1797 – Oslo, 4 novembre 1870) è stato un politico norvegese.

## Biografia
Nacque a Jevnaker ma si trasferì, poco dopo, a Arendal. Aveva un fratello, Ulrik Frederik Lange che era un educatore e un deputato e una sorella, Barbara Abigael, che sposò Even Hanssen, il cui figlio Johan Jørgen Lange Hanssen sposò la figlia di Otto Vincent, Lovise Jacobine. Lavorò come insegnante e contribuì a fondare la biblioteca comunale e il museo cittadino nel 1832.

## Carriera
Nel 1833 è stato eletto al Parlamento norvegese per la prima volta. Ricoprì la carica di deputato nel 1836, 1839, 1842, 1845, 1848, 1851 e nel 1854.
Nel mese di ottobre 1854 fu nominato ministro della Chiesa e l'istruzione. Nel settembre 1855 fu nominato ministro delle finanze e delle dogane, carica che mantenne fino al giugno 1863, quando divenne membro del Consiglio di Divisione di Stato a Stoccolma (1 giugno 1856-31 luglio 1857, 1 settembre 1858-30 settembre 1859 e 1 settembre 1861-31 agosto 1862).

## Matrimonio
Sposò Anne Nicoline Aall (1800-1886), figlia dell'imprenditore, politico e storico Jacob Aall. La famiglia Aall era una famiglia importante: il nonno di Anne Nicoline Aall era l'imprenditore Nicolai Benjamin Aall ed i suoi zii erano i politici Niels e Jørgen Aall.

## Morte
Morì il 4 novembre 1870 a Oslo.